# Sonnenfinsternis vom 3. November 2013
Die Sonnenfinsternis vom 3. November 2013 war nahezu während des gesamten Verlaufs total, nur zu Beginn war sie ringförmig und wurde deshalb als  hybride Finsternis klassifiziert. Für eine hybride Finsternis war ihre Totalität mit einer Minute und 40 Sekunden extrem lang. Erst durch die hybride Finsternis von 3264 wird sie wieder übertroffen.
Die Totalität war vom Atlantik und von Zentralafrika aus beobachtbar. Die partielle Bedeckung der Sonne konnte bei dieser Finsternis neben dem Atlantik und dem gesamten afrikanischen Kontinent auch vom nördlichen Südamerika, von Südeuropa und von der Arabischen Halbinsel beobachtet werden.

## Verlauf
Die Finsternis begann vor der Ostküste der USA und war von dort als partielle Verfinsterung unter günstigsten Bedingungen bei Sonnenaufgang zu sehen, wobei noch maximal 30 Prozent der Sonnenscheibe bedeckt waren.
Auf der über den Atlantik in östlicher Richtung verlaufenden Zentrallinie war die Finsternis zu Beginn ringförmig, doch bereits nach wenigen 100 Kilometern erreichte der Kernschatten des Mondes die Erdoberfläche und die Finsternis wurde somit total. Zu Beginn der Totalität war der Bereich der totalen Verfinsterung verschwindend schmal, die Breite des Schattenpfads wuchs bei der Wanderung über den Atlantik auf fast 60 Kilometer. Die maximale Finsternisdauer von einer Minute und 40 Sekunden trat kurz vor Erreichen des afrikanischen Kontinents ein.
Der Kernschatten erreichte den afrikanischen Kontinent in Gabun und war dort noch 45 km breit. Über schwer zugängliche und dünn besiedelte Gebiete des mittelgebirgigen Hinterlandes erreichte der Schattenpfad zunächst den Kongo und anschließend Uganda. Dort dauerte die Finsternis auf der Zentrallinie nur noch 22 Sekunden. In Kenia nahm die Dauer der Totalität weiter ab und mit viel Glück konnte die Finsternis bei Sonnenuntergang beobachtet werden. Zumindest theoretisch überstrich der Finsternispfad noch Äthiopien und erreichte knapp die Grenze zu Somalia, wo sich der Kernschatten von der Erde löste. An dieser Stelle entsprachen sich der scheinbare Durchmesser von Sonne und Mond nahezu exakt, die Finsternis war gegen Ende also gerade noch total und noch nicht ringförmig.

## Konstellation der Planeten und Komet C/2012 S1 (ISON)
Bei dieser Finsternis befanden sich die Planeten Saturn und Merkur in unmittelbarer Nähe der Sonne. Beide standen kaum 4 Grad von der Sonne entfernt. Es wurde erwartet, dass der Komet C/2012 S1 (ISON) ab Anfang November sichtbar ist.